# Буков, Александр Иванович
Буков Александр Иванович (23 февраля 1915, деревня Костылево, Егорьевская волость, Егорьевский уезд, Московская губерния, Российская империя — 30 сентября 1984, Москва) – политработник советских Вооружённых Сил, генерал-полковник (2.11.1972).

## Биография
Из крестьянской семьи. Русский. Член ВКП(б) с апреля 1939 года.
Окончил неполную сельскую школу в 1925 году. С сентября 1925 года учился в Шувойской школе фабрично-заводского ученичества Егорьевского района, затем — в Егорьевском педагогическом техникуме. С 1933 года трудился преподавателем истории и директором Дмитровской неполной средней школы, заведующий отделом пропаганды и агитации Кировского райкома ВКП(б) Московской области. Заочно окончил Московский государственный педагогический институт им. В. И. Ленина в 1940 году.
Был переведён на партийную работу и с сентября 1940 года учился в Высшей партийной школы при Центральном Комитете ВКП (б) в Москве.
После начала Великой Отечественной войны был переведён на политическую работу в Красную Армию и в ноябре 1941 года направлен учиться на военно-политические курсы при Главном политическом управлении РККА. После их окончания в мае 1942 года прибыл на фронт. Участвовал в Великой Отечественной войне, будучи старшим инструктором и позднее — инспектором политического отдела 5-й резервной армии, 63-й и 3-й гвардейской армий Сталинградского, Юго-Восточного, Донского, Юго-Западного, 3-го, 4-го и 1-го Украинских фронтов.
С мая 1945 года — начальник политического отдела 58-й стрелковой дивизии. С августа 1945 года — заместитель начальника курса основного факультета Военной академии РККА имени М. В. Фрунзе. С декабря 1945 года — начальник организационно-инструкторского отдела политического отдела 4-й армии Бакинского военного округа и политуправления Закавказского военного округа. С августа 1952 года — заместитель начальника отдела пропаганды советской части союзнической комиссии по Австрии в Вене. С сентября 1953 года служил заместителем и первым заместителем начальника и начальника политуправления Западно-Сибирского, Уральского и Закавказского военных округов. В 1953 году окончил заочно и с отличием Военно-политическую академию имени В. И. Ленина.
С июня 1958 года служил в Главном политическом управлении Советской Армии и Военно-Морского Флота начальником партийно-организационного управления, с июня 1960 года — начальником управления кадров, с июня 1961 — начальником Управления партийно-организационного и политических органов Сухопутных войск ГлавПУ.
С февраля 1963 по сентябрь 1967 года был откомандирован в распоряжение Комитета партийно-государственного контроля Центрального Комитета КПСС и Совета Министров СССР с оставлением в кадрах Советской Армии. В сентябре 1967 года возвращён в армию и назначен начальником политического отдела Генерального штаба Вооружённых Сил СССР. Служил на этой должности до конца жизни. В 1973 году также окончил академические курсы усовершенствования политического состава при Военно-политической академии имени В. И. Ленина.
Жил в Москве. Похоронен на Кунцевском кладбище.

## Награды
- орден Октябрьской Революции
- два ордена Красного Знамени
- два ордена Отечественной войны II степени
- четыре ордена Красной Звезды
- орден «Знак Почёта»
- медали СССР
- 2 иностранных ордена и 10 иностранных медалей